# Antologia palatina

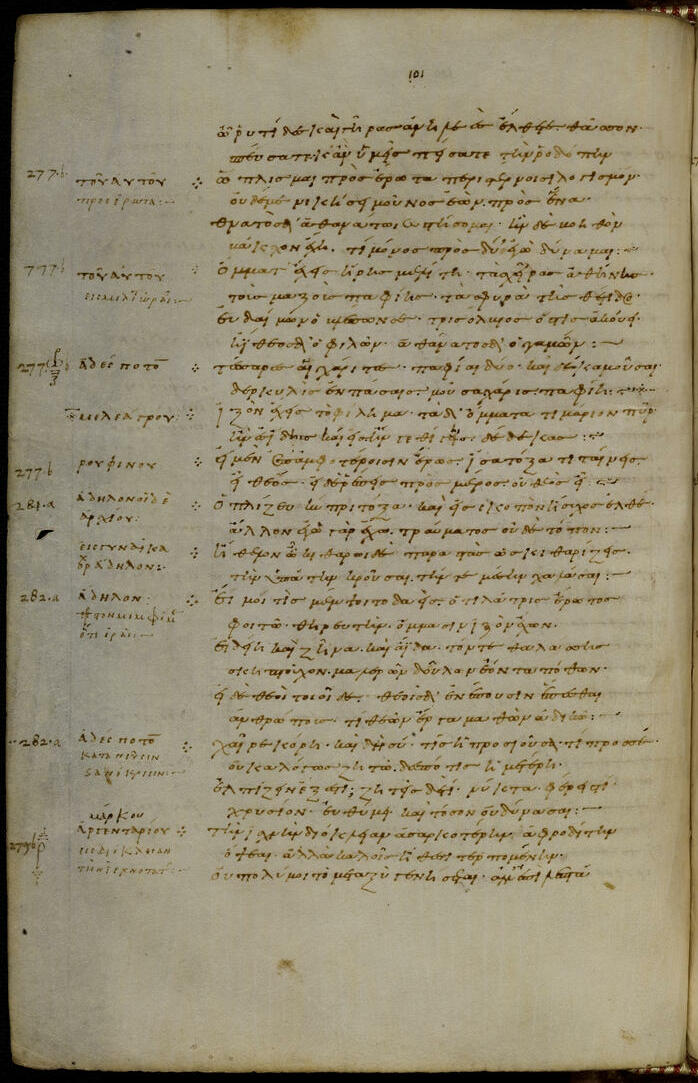
Antologia Palatina, p. 101

Antologia de Constantí Cefalàs o Antologia Palatina era una col·lecció d'epigrames destinada a conservar tota mena de poemes. La compilació la va fer Constantí Cefalàs que va viure durant el segle x en el regnat de Constantí VII Porfirogènit, uns cinc segles després de la compilació feta per Agàties.
Els treballs antològics anteriors es consideraven merament complementaris de la Garlanda de Meleagre, però l'Antologia de Constantí Cefalàs era una obra totalment nova, que recollia les anteriors i aportava fonts originals. Els historiadors anteriors ni tan sols coneixien el nom de Cefalàs, fins que Claude Saumaise (1588-1653) la va trobar a la biblioteca de l'Elector Palatí a Heidelberg l'any 1606 i per això és coneguda com l'Antologia palatina. L'any 1632 la Biblioteca Palatina va ser portada a la Biblioteca Vaticana i llavors l'obra va ser coneguda com a Còdex Vaticà de l'Antologia grega.
Saumaise va veure immediatament que era una obra diferent de l'Antologia grega o de Planudes. L'obra està escrita sobre pergamí en format quart i té 710 pàgines, sense comptar tres pàgines inicials afegides, plenes d'epigrames. Està escrita per mans diferents i la numeració de les pàgines, que no inclou les tres inicials, és posterior a tot el conjunt. L'escriptura més antiga se suposa que va ser escrita al segle xi. L'obra conté un índex, que majoritàriament no correspon al contingut, molt més extens. Es creu que l'índex reflecteix l'obra original de Constantí Cefalàs, i que autors posteriors van anar afegint material al llarg dels anys. Les divisions de l'obra segueixen un contingut temàtic semblant al que va realitzar Agàties en la seva recopilació.
Alguns autors han volgut identificar Constantí Cefalàs amb Constantí Rodi.

## Traduccions catalanes
- Eros gai (Antologia Palatina, llibre XII). Martorell: Adesiara, 2018. 267 p. ISBN 9788416948192.
- Eros femeller (Antologia Palatina, llibre V). Martorell: Adesiara, 2023. 312 p.